# Por un Kazajistán Justo
Por un Kazajistán Justo (en kazajo: Ediletti Qazaqstan Ushin) fue una coalición electoral kazaja fundada por Zharmakhan Tuyakbay en 2005 y compuesta por los partidos Ak Zhol, Partido Comunista y Opción Democrática con el objetivo de disputar las elecciones presidenciales de 2005 contra el presidente Nursultán Nazarbáyev, quedando en segundo lugar con solo el 6.61% de los votos. La alianza abogaba por la democratización del sistema político, la elección de gobernadores regionales, la investigación de casos de corrupción que involucren a la familia del presidente Nazarbayev y la justa redistribución de la riqueza nacional. Se disolvió antes de 2007.